# Capilla de San Roque de Żebbuġ
La Capilla de San Roque de Żebbuġ
 se encuentra en la ciudad de Zebbug en el país insular de Malta. Esta es una capilla relativamente simple en su construcción, que está cubierta con losas de piedra.
Después del brote de la peste bubónica que asoló la isla en 1592 - con más de 3.000 muertos - Tumas Vassallo y su esposa Katarin iniciaron la construcción de esta capilla el mismo año.
Posee algunos frescos del siglo XVII que fueron restaurados por última vez en 1989.